# Церква Різдва Пресвятої Богородиці (Попівці, ПЦУ)
Церква Різдва Пресвятої Богородиці в Попівцях — парафія і храм Заліщицького благочиння Тернопільської єпархії Православної церкви України в селі Попівці Чортківського району Тернопільської области.

## Історія церкви
Кам'яний храм Різдва Пресвятої Богородиці був збудований у 1884 році.
2 серпня 2010 року, у день святого пророка Іллі, єпископ Тернопільський і Бучацький Нестор відвідав храм Різдва Пресвятої Богородиці. На церковному подвір'ї його зустрічали віряни та молодь.
Владика Нестор очолив Божественну Літургію у співслужінні священника Михайла Бубніва та духовенства Заліщицького району. Після проповіді він нагородив Благословенними грамотами Василя Мазура, Володимира Лазарчука та Василя Кишку за їхній внесок у розбудову та утвердження Єдиної Помісної Української Православної Церкви.
Після богослужіння владика Нестор з духовенством провели Хресну ходу та освятили Хресну Дорогу неподалік храму.

## Парохи
- о. Михайло Бубнів.